# Андраш Теречик
Андраш Теречик (мађ. Törőcsik András; Будимпешта, 1. мај 1955 — Будимпешта, 9. јул 2022) је био мађарски фудбалер 1970-их и 1980-их година. Од 1977. до 1984. одиграо је 45 утакмица и постигао 12 голова за репрезентацију Мађарске.

## Каријера

### Клуб
Каријеру је започео у Будимпештанском ВШК и већи део своје каријере играо је за будимпештакцку Ујпешт Дожу. Такође је био у иностранству са Монпељеом и Норт Јорк Рокетсима, из Торонта и МТК Будимпешта, као и сезону са мађарским тада друголигашем Волан ФК.

### Репрезентација
За Мађарску репрезентацију је дебитовао на пријатељској утакмици у октобру 1976. у гостима против Аустрије и одиграо је укупно 45 утакмица и постигао 12 голова. Био је члан репрезентације Мађарске на Светском првенству 1978. (где је искључен против домаћина Аргентине) и Светском првенству 1982. године. На последњем турниру, Ласло Киш је заменио Теречка у победи од 10 : 1 над Ел Салвадором у рекорду, који је поставио као први играч који је постигао хеттрик као замена током Светског првенства.
Његов последњи међународни меч био је пријатељски меч против Мексика у августу 1984. године.

## Достигнућа
Ујпешт Дожа
- Прва лига Мађарске у фудбалу: 
  - шампион: 1974/75, 1977/78, 1978/79
- Куп Мађарске у фудбалу:
  - првак: 1974/75, 1981/82, 1982/83